# Aphanistes jozankeanus
Aphanistes jozankeanus là một loài tò vò trong họ Ichneumonidae.